# 捷列什基夫卡 (涅任區)
50°42′24″N 31°54′6″E / 50.70667°N 31.90167°E
捷列什基夫卡（烏克蘭語：Терешківка）是位於烏克蘭北部切爾尼希夫州裏尼任區的村莊，始建於1710年，面積2.02平方公里，海拔高度130米，2001年人口369，人口密度每平方公里182.7人。